# Estreitos de Corfu

Mapa de Corfu e estreitos de Corfu

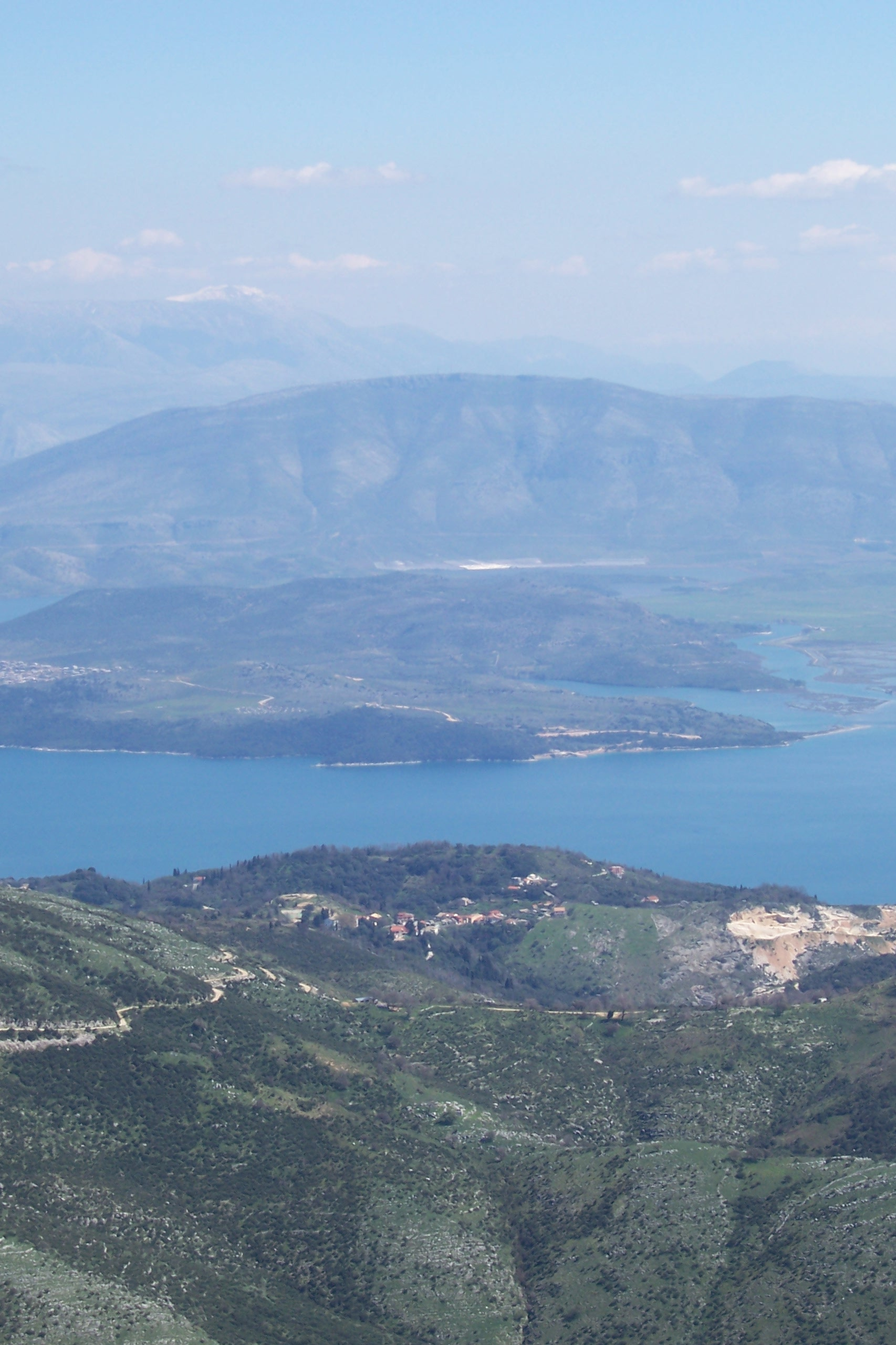
Vista do estreito norte a partir do monte Pantocrator (Todo Poderoso), em Corfu.

Os estreitos de Corfu ou canal de Corfu (por vezes também estreito de Corfu) é um estreito entre a Albânia e a ilha grega de Corfu.
É formado por uma sucessão de passagens que ligam o mar Adriático, a norte, ao mar Jónico, a sul. Esta rota marítima é muito utilizada para transporte de mercadorias de e para os portos da Albânia e Grécia - portos de Saranda (Albânia) e Igoumenitsa (Grécia), além do tráfego local e turístico na Albânia e da parte continental da Grécia até Corfu. Uma pequena parte do tráfego internacional do Adriático usa esta via.
A parte norte do canal, conhecida como estreito Norte (ou Setentrional) de Corfu, é a mais estreita e tem apenas 1,6 km de largura.